# Moeka Kijima
Moeka Kijima (木島萌香?, Kijima Moeka; 2 settembre 1999) è una nuotatrice artistica giapponese.

## Palmarès
- Mondiali

Budapest 2022: argento nel team tecnico e nel combined, bronzo nel team libero
Fukuoka 2023: argento nella team libero, bronzo nel combined
Doha 2024: argento nel programma libero e bronzo nella gara a squadre programma tecnico

### Coppa del Mondo
- 7 podi:
  - 4 vittorie (4 nella gara a squadre)
  - 3 secondi posti (3 nella gara a squadre)

#### Coppa del mondo - vittorie
| Data          | Luogo       | Paese   | Disciplina   |
| ------------- | ----------- | ------- | ------------ |
| 16 marzo 2023 | Markham     | Canada  | Team tecnico |
| 17 marzo 2023 | Markham     | Canada  | Team libero  |
| 7 maggio 2023 | Montpellier | Francia | Team libero  |
| 4 maggio 2024 | Parigi      | Francia | Team libero  |